# Gagrella natuna
Gagrella natuna is een hooiwagen uit de familie Sclerosomatidae.